# Hoya kanyakumariana
Hoya kanyakumariana är en oleanderväxtart som beskrevs av Ambrose Nathaniel Henry och M.S. Swaminathan. Hoya kanyakumariana ingår i släktet Hoya och familjen oleanderväxter. Inga underarter finns listade i Catalogue of Life.